# Super 8 Classic 2024
La Super 8 Classic 2024, tredicesima edizione della corsa e valevole come quarantatreesima prova dell'UCI ProSeries 2024 categoria 1.Pro, si svolse il 21 settembre 2024 su un percorso di 197,6 km, con partenza da Brakel e arrivo ad Haacht, in Belgio. La vittoria fu appannaggio dell'italiano Filippo Baroncini, il quale completò il percorso in 4h27'09", alla media di 44,38 km/h, precedendo l'olandese Rick Pluimers e il portoghese Rui Oliveira.
Sul traguardo di Haacht 107 ciclisti, dei 149 partiti da Brakel, portarono a termine la manifestazione.

## Squadre e corridori partecipanti
| N.      | Cod. | Squadra                         |
| ------- | ---- | ------------------------------- |
| 1-7     | MOV  | Movistar Team                   |
| 11-17   | ADC  | Alpecin-Deceuninck              |
| 21-27   | ARK  | Arkéa-B&B Hotels                |
| 31-37   | AST  | Astana Qazaqstan Team           |
| 41-47   | COF  | Cofidis                         |
| 51-57   | DAT  | Decathlon AG2R La Mondiale Team |
| 61-67   | IWA  | Intermarché-Wanty               |
| 71-77   | RBH  | Red Bull-Bora-Hansgrohe         |
| 81-87   | UAD  | UAE Team Emirates               |
| 91-97   | BWB  | Bingoal WB                      |
| 101-107 | CJR  | Caja Rural-Seguros RGA          |

| N.      | Cod. | Squadra                |
| ------- | ---- | ---------------------- |
| 111-117 | EUS  | Euskaltel-Euskadi      |
| 121-127 | IPT  | Israel-Premier Tech    |
| 131-137 | LTD  | Lotto Dstny            |
| 141-147 | Q36  | Q36.5 Pro Cycling Team |
| 151-157 | TFB  | Team Flanders-Baloise  |
| 161-167 | TEN  | TotalEnergies          |
| 171-177 | TUD  | Tudor Pro Cycling Team |
| 181-187 | UXM  | Uno-X Mobility         |
| 191-196 | PWB  | Philippe Wagner-Bazin  |
| 201-206 | VRR  | Van Rysel-Roubaix      |

## Ordine d'arrivo (Top 10)
| Pos. | Corridore          | Squadra       | Tempo    |
| ---- | ------------------ | ------------- | -------- |
| 1    | Filippo Baroncini  | UAE           | 4h41'16" |
| 2    | Rick Pluimers      | Tudor         | a 21"    |
| 3    | Rui Oliveira       | UAE           | a 28"    |
| 4    | Emilien Jeannière  | TotalEnergies | s.t.     |
| 5    | Roger Adrià        | Red Bull      | s.t.     |
| 6    | Matteo Trentin     | Tudor         | s.t.     |
| 7    | Laurenz Rex        | Intermarché   | s.t.     |
| 8    | Jake Stewart       | Israel        | s.t.     |
| 9    | Mike Teunissen     | Intermarché   | s.t.     |
| 10   | Dylan Vandenstorme | Flanders      | s.t.     |